# Güller Bach – Lobbenbach
Koordinaten: 51° 35′ 24″ N, 8° 19′ 26″ O
Das Naturschutzgebiet Güller Bach – Lobbenbach liegt auf dem Gebiet der Gemeinde Anröchte und der Stadt Erwitte im Kreis Soest in Nordrhein-Westfalen.
Das Gebiet erstreckt sich westlich und südwestlich der Kernstadt Erwitte und nördlich der Kerngemeinde Anröchte entlang des Güller Bachs und des Lobbenbachs. Unweit westlich verläuft die B 55 und östlich die Landesstraße L 734. Die A 44 kreuzt das Gebiet in West-Ost-Richtung.

## Bedeutung
Für Anröchte und Erwitte ist seit 1997 ein 44,92 ha großes Gebiet unter der Schlüsselnummer SO-050 als Naturschutzgebiet ausgewiesen.